# 아이치현 선거구
아이치현 선거구(일본어: 愛知県選挙区)는 일본의 참의원 선거구이다.

## 선거구 정보
| 지역      | 아이치현 전역            |
| 의원 정수 | 8명 (개선 정수 4명)      |
| 유권자 수 | 6,128,080명 (2022년 9월) |

## 역대 의원
| 홀수회                       | 홀수회                       | 홀수회                       | 홀수회                 | 홀수회        | 짝수회                         | 짝수회                         | 짝수회                                | 짝수회                       | 짝수회                   |
| 의원 1                       | 의원 2                       | 의원 3                       | 의원 4                 | 선거          | 선거                           | 의원 1                         | 의원 2                                | 의원 3                       | 의원 4                   |
| ---------------------------- | ---------------------------- | ---------------------------- | ---------------------- | ------------- | ------------------------------ | ------------------------------ | ------------------------------------- | ---------------------------- | ------------------------ |
| 다케나카 시치로 (무소속)     | 야마다 사이치 (일본자유당)   | 야마노우치 다쿠로 (무소속)   |                        | 1947년 제1회  | 1947년 제1회                   | 사에키 우시로 (무소속)         | 구사바 료엔 (일본자유당)              | 구리야마 요시오 (무소속)     |                          |
| 다케나카 시치로 (무소속)     | 야마다 사이치 (일본자유당)   | 야마노우치 다쿠로 (무소속)   |                        | 1950년 제2회  | 나루세 반지 (일본사회당)       | 야마모토 요네지 (자유당)       | 구사바 료엔 (자유당)                  |                              |                          |
| 아오야기 히데오 (자유당)     | 곤도 신이치 (사회당 좌파)    | 하세베 히로코 (무소속)       | 1953년 제3회           |               | 나루세 반지 (일본사회당)       | 야마모토 요네지 (자유당)       | 구사바 료엔 (자유당)                  |                              |                          |
| 아오야기 히데오 (자유당)     | 곤도 신이치 (사회당 좌파)    | 하세베 히로코 (무소속)       |                        | 1956년 제4회  | 나루세 반지 (일본사회당)       | 구사바 료엔 (자유민주당)       | 야마모토 요네지 (자유민주당)          |                              |                          |
| 아오야기 히데오 (자유민주당) | 스기우라 다케오 (자유민주당) | 곤도 신이치 (일본사회당)     | 1959년 제5회           |               | 나루세 반지 (일본사회당)       | 구사바 료엔 (자유민주당)       | 야마모토 요네지 (자유민주당)          |                              |                          |
| 아오야기 히데오 (자유민주당) | 스기우라 다케오 (자유민주당) | 곤도 신이치 (일본사회당)     |                        | 1962년 제6회  | 나루세 반지 (일본사회당)       | 구사바 료엔 (자유민주당)       | 시바타 사카에 (자유민주당)            |                              |                          |
| 아오야기 히데오 (자유민주당) | 야기 이치로 (자유민주당)     | 곤도 신이치 (일본사회당)     | 1963년 보궐            |               | 나루세 반지 (일본사회당)       | 구사바 료엔 (자유민주당)       | 시바타 사카에 (자유민주당)            |                              |                          |
| 곤도 신이치 (일본사회당)     | 야기 이치로 (자유민주당)     | 아오야기 히데오 (자유민주당) | 1965년 제7회           |               | 나루세 반지 (일본사회당)       | 구사바 료엔 (자유민주당)       | 시바타 사카에 (자유민주당)            |                              |                          |
| 곤도 신이치 (일본사회당)     | 야기 이치로 (자유민주당)     | 아오야기 히데오 (자유민주당) |                        | 1966년 보궐   | 나루세 반지 (일본사회당)       | 요코이 다로 (자유민주당)       | 시바타 사카에 (자유민주당)            |                              |                          |
| 곤도 신이치 (일본사회당)     | 야기 이치로 (자유민주당)     | 아오야기 히데오 (자유민주당) |                        | 1968년 제8회  | 나루세 반지 (일본사회당)       | 시부야 구니히코 (공명당)       | 시바타 사카에 (자유민주당)            |                              |                          |
| 야기 이치로 (자유민주당)     | 하시모토 시게조 (자유민주당) | 스하라 쇼지 (일본사회당)     | 1971년 제9회           |               | 나루세 반지 (일본사회당)       | 시부야 구니히코 (공명당)       | 시바타 사카에 (자유민주당)            |                              |                          |
| 야기 이치로 (자유민주당)     | 하시모토 시게조 (자유민주당) | 스하라 쇼지 (일본사회당)     |                        | 1974년 제10회 | 후지카와 잇슈 (자유민주당)     | 산지 시게노부 (민사당)         | 모리시타 쇼지 (일본사회당)            |                              |                          |
| 야기 이치로 (자유민주당)     | 하시모토 시게조 (자유민주당) | 후쿠이 이사무 (자유민주당)   | 1975년 보궐            |               | 후지카와 잇슈 (자유민주당)     | 산지 시게노부 (민사당)         | 모리시타 쇼지 (일본사회당)            |                              |                          |
| 야기 이치로 (자유민주당)     | 이노우에 게이 (민사당)       | 바바 도미 (공명당)           | 1977년 제11회          |               | 후지카와 잇슈 (자유민주당)     | 산지 시게노부 (민사당)         | 모리시타 쇼지 (일본사회당)            |                              |                          |
| 야기 이치로 (자유민주당)     | 이노우에 게이 (민사당)       | 바바 도미 (공명당)           |                        | 1980년 제12회 | 오기 히로시 (자유민주당)       | 산지 시게노부 (민사당)         | 다카기 겐타로 (무소속)                |                              |                          |
| 요시카와 히로시 (자유민주당) | 이노우에 게이 (민사당)       | 바바 도미 (공명당)           | 1983년 제13회          |               | 오기 히로시 (자유민주당)       | 산지 시게노부 (민사당)         | 다카기 겐타로 (무소속)                |                              |                          |
| 요시카와 히로시 (자유민주당) | 이노우에 게이 (민사당)       | 바바 도미 (공명당)           |                        | 1986년 제14회 | 오기 히로시 (자유민주당)       | 다카기 겐타로 (무소속)         | 산지 시게노부 (민사당)                |                              |                          |
| 마에하타 사치코 (일본사회당) | 요시카와 히로시 (자유민주당) | 이노우에 게이 (민사당)       | 1989년 제15회          |               | 오기 히로시 (자유민주당)       | 다카기 겐타로 (무소속)         | 산지 시게노부 (민사당)                |                              |                          |
| 마에하타 사치코 (일본사회당) | 요시카와 히로시 (자유민주당) | 이노우에 게이 (민사당)       |                        | 1990년 보궐   | 오기 히로시 (자유민주당)       | 오시마 요시히사 (자유민주당)   | 산지 시게노부 (민사당)                |                              |                          |
| 마에하타 사치코 (일본사회당) | 요시카와 히로시 (자유민주당) | 이노우에 게이 (민사당)       |                        | 1992년 제16회 | 오기 히로시 (자유민주당)       | 아라키 기요히로 (공명당)       | 신마 쇼지 (민사당)                    |                              |                          |
| 마에하타 사치코 (일본사회당) | 요시카와 히로시 (자유민주당) | 이노우에 게이 (민사당)       |                        | 1994년 보궐   | 오기 히로시 (자유민주당)       | 아라키 기요히로 (공명당)       | 쓰즈기 유즈루 (아이치 개혁추진협의회) |                              |                          |
| 야마모토 다모쓰 (신진당)     | 스즈키 세이지 (자유민주당)   | 스에히로 마키코 (무소속)     | 1995년 제17회          |               | 오기 히로시 (자유민주당)       | 아라키 기요히로 (공명당)       | 쓰즈기 유즈루 (아이치 개혁추진협의회) |                              |                          |
| 야마모토 다모쓰 (신진당)     | 스즈키 세이지 (자유민주당)   | 스에히로 마키코 (무소속)     |                        | 1998년 제18회 | 기마타 요시타케 (민주당)       | 사토 다이스케 (민주당)         | 핫타 히로코 (일본공산당)              |                              |                          |
| 스즈키 세이지 (자유민주당)   | 오쓰카 고헤이 (민주당)       | 야마모토 다모쓰 (공명당)     | 2001년 제19회          |               | 기마타 요시타케 (민주당)       | 사토 다이스케 (민주당)         | 핫타 히로코 (일본공산당)              |                              |                          |
| 스즈키 세이지 (자유민주당)   | 오쓰카 고헤이 (민주당)       | 야마모토 다모쓰 (공명당)     |                        | 2004년 제20회 | 아사노 가쓰히토 (자유민주당)   | 사토 다이스케 (민주당)         | 기마타 요시타케 (민주당)              |                              |                          |
| 오쓰카 고헤이 (민주당)       | 스즈키 세이지 (자유민주당)   | 다니오카 구니코 (민주당)     | 2007년 제21회          |               | 아사노 가쓰히토 (자유민주당)   | 사토 다이스케 (민주당)         | 기마타 요시타케 (민주당)              |                              |                          |
| 오쓰카 고헤이 (민주당)       | 스즈키 세이지 (자유민주당)   | 다니오카 구니코 (민주당)     |                        | 2010년 제22회 | 후지카와 마사히토 (자유민주당) | 사이토 요시타카 (민주당)       | 야스이 미사코 (민주당)                |                              |                          |
| 사카이 야스유키 (자유민주당) | 오쓰카 고헤이 (민주당)       | 야쿠시지 미치요 (모두의 당)  | 2013년 제23회          |               | 후지카와 마사히토 (자유민주당) | 사이토 요시타카 (민주당)       | 야스이 미사코 (민주당)                |                              |                          |
| 사카이 야스유키 (자유민주당) | 오쓰카 고헤이 (민주당)       | 야쿠시지 미치요 (모두의 당)  |                        | 2016년 제24회 | 후지카와 마사히토 (자유민주당) | 사이토 요시타카 (민진당)       | 사토미 류지 (공명당)                  | 이토 다카에 (민진당)         |                          |
| 사카이 야스유키 (자유민주당) | 오쓰카 고헤이 (국민민주당)   | 다지마 마이코 (입헌민주당)   | 야스에 노부오 (공명당) | 2019년 제25회 | 후지카와 마사히토 (자유민주당) | 사이토 요시타카 (민진당)       | 사토미 류지 (공명당)                  | 이토 다카에 (민진당)         |                          |
| 사카이 야스유키 (자유민주당) | 오쓰카 고헤이 (국민민주당)   | 다지마 마이코 (입헌민주당)   | 야스에 노부오 (공명당) |               | 2022년 제26회                  | 후지카와 마사히토 (자유민주당) | 사토미 류지 (공명당)                  | 사이토 요시타카 (입헌민주당) | 이토 다카에 (국민민주당) |

## 최근 선거 결과

### 2016년 (제24회)
| 제24회 참의원 의원 통상선거아이치현 선거구 (정수: 4명)     |                   |             |             |        |      |                 |
| 선거일: 2016년 7월 10일유권자수: 6,074,532명투표율: 55.41% |                   |             |             |        |      |                 |
| 후보                                                       | 후보              | 정당        | 득표        | 득표율 | 당락 | 비고            |
|                                                            | 후지카와 마사히토 | 자유민주당  | 961,096표   | 29.31% | 당선 |                 |
|                                                            | 사이토 요시타카   | 민진당      | 575,119표   | 17.54% | 당선 |                 |
|                                                            | 사토미 류지       | 공명당      | 531,488표   | 16.21% | 당선 | 자유민주당 추천 |
|                                                            | 이토 다카에       | 민진당      | 519,510표   | 15.84% | 당선 |                 |
|                                                            | 스야마 하쓰미     | 일본공산당  | 302,489표   | 9.22%  |      |                 |
|                                                            | 오쿠다 가요       | 감세일본    | 218,171표   | 6.65%  |      |                 |
|                                                            | 히라야마 료헤이   | 사회민주당  | 64,781표    | 1.98%  |      |                 |
|                                                            | 이게타 마코토     | 일본의 마음 | 59,651표    | 1.82%  |      |                 |
|                                                            | 나카네 히로미     | 행복실현당  | 47,088표    | 1.44%  |      |                 |
| 합계                                                       | 합계              | 합계        | 3,279,393표 |        |      |                 |

### 2019년 (제25회)
| 제25회 참의원 의원 통상선거아이치현 선거구 (정수: 4명)     |                 |                             |             |        |      |                 |
| 선거일: 2019년 7월 21일유권자수: 6,119,143명투표율: 48.18% |                 |                             |             |        |      |                 |
| 후보                                                       | 후보            | 정당                        | 득표        | 득표율 | 당락 | 비고            |
|                                                            | 사카이 야스유키 | 자유민주당                  | 737,317표   | 25.74% | 당선 |                 |
|                                                            | 오쓰카 고헤이   | 국민민주당                  | 506,817표   | 17.69% | 당선 |                 |
|                                                            | 다지마 마이코   | 입헌민주당                  | 461,531표   | 16.10% | 당선 |                 |
|                                                            | 야스에 노부오   | 공명당                      | 453,246표   | 15.82% | 당선 | 자유민주당 추천 |
|                                                            | 미사키 마키     | 일본유신회                  | 269,081표   | 9.39%  |      | 감세일본 추천   |
|                                                            | 스야마 하쓰미   | 일본공산당                  | 216,674표   | 7.56%  |      |                 |
|                                                            | 스에나가 유카리 | NHK로부터 국민을 지키는 당  | 85,262표    | 2.98%  |      |                 |
|                                                            | 히라야마 료헤이 | 사회민주당                  | 43,756표    | 1.53%  |      |                 |
|                                                            | 이시이 히토시   | 무소속                      | 32,142표    | 1.12%  |      |                 |
|                                                            | 우시다 히로유키 | 안락사 제도를 생각하는 모임 | 25,219표    | 0.88%  |      |                 |
|                                                            | 후루카와 히토시 | 노동자당                    | 17,905표    | 0.62%  |      |                 |
|                                                            | 하시모토 벤     | 올리브나무                  | 16,425표    | 0.57%  |      |                 |
| 합계                                                       | 합계            | 합계                        | 2,865,375표 |        |      |                 |

### 2022년 (제26회)
| 제26회 참의원 의원 통상선거아이치현 선거구 (정수: 4명)     |                   |                 |             |        |      |                 |
| 선거일: 2022년 7월 10일유권자수: 6,113,383명투표율: 52.18% |                   |                 |             |        |      |                 |
| 후보                                                       | 후보              | 정당            | 득표        | 득표율 | 당락 | 비고            |
|                                                            | 후지카와 마사히토 | 자유민주당      | 878,403표   | 28.37% | 당선 |                 |
|                                                            | 사토미 류지       | 공명당          | 443,250표   | 14.32% | 당선 | 자유민주당 추천 |
|                                                            | 사이토 요시타카   | 입헌민주당      | 403,027표   | 13.02% | 당선 |                 |
|                                                            | 이토 다카에       | 국민민주당      | 391,757표   | 12.65% | 당선 |                 |
|                                                            | 히로사와 이치로   | 일본유신회      | 351,840표   | 11.36% |      | 감세일본 추천   |
|                                                            | 스야마 하쓰미     | 일본공산당      | 198,962표   | 6.43%  |      |                 |
|                                                            | 가키야 소지       | 레이와 신센구미 | 108,922표   | 3.52%  |      |                 |
|                                                            | 이토 마사야       | 참정당          | 107,387표   | 3.47%  |      |                 |
|                                                            | 이시카와 아키히코 | 유신정당·신풍   | 40,868표    | 1.32%  |      |                 |
|                                                            | 쓰카자키 미오     | 사회민주당      | 39,569표    | 1.28%  |      |                 |
|                                                            | 야마시타 슌스케   | 무소속          | 36,370표    | 1.17%  |      |                 |
|                                                            | 스에나가 유카리   | NHK당           | 27,497표    | 0.89%  |      |                 |
|                                                            | 야마시타 겐지     | NHK당           | 21,629표    | 0.70%  |      |                 |
|                                                            | 히라오카 마나미   | NHK당           | 16,359표    | 0.53%  |      |                 |
|                                                            | 소가 슈사쿠       | 행복실현당      | 12,459표    | 0.40%  |      |                 |
|                                                            | 사이토 도세이     | NHK당           | 9,841표     | 0.32%  |      |                 |
|                                                            | 덴 미키오         | 일본제일당      | 8,071표     | 0.26%  |      |                 |
| 합계                                                       | 합계              | 합계            | 3,096,211표 |        |      |                 |

## 같이 보기
- 아이치현 제1구
- 아이치현 제2구
- 아이치현 제3구
- 아이치현 제4구
- 아이치현 제5구
- 아이치현 제6구
- 아이치현 제7구
- 아이치현 제8구
- 아이치현 제9구
- 아이치현 제10구
- 아이치현 제11구
- 아이치현 제12구
- 아이치현 제13구
- 아이치현 제14구
- 아이치현 제15구